# Oxford United FC
Oxford United FC is een voetbalclub uit de Engelse universiteitsstad Oxford, die opgericht is in 1893 onder de naam Headington United (Het bijvoegsel United werd één jaar na oprichting toegevoegd, daarvoor ging men simpelweg door het leven als Headington). Het Kassam Stadium waarin Oxford United speelt, biedt plaats aan 12.573 toeschouwers. Het oude stadion Manor Ground stond tot 2001 in Headington in het oosten van de stad.

## Geschiedenis
Oxford United speelde tot 2016 in de League Two, de vierde divisie van Engeland en de derde divisie van de Football League. In het seizoen 2005/2006 degradeerde de club tijdelijk uit de League Two. Vanaf dat moment kwam Oxford United uit in de Conference Premier, het hoogste amateurniveau van Engeland. In het eerste seizoen in deze competitie leek Oxford United te gaan promoveren, maar in de play-offs kwamen ze er niet meer aan te pas.
De meest succesvolle manager uit de geschiedenis van Oxford United is Jim Smith. Hij zorgde ervoor dat de club tot tweemaal toe promoveerde. Oxford besloot Smith daarom weer aan te nemen na de degradatie naar de Conference Premier, maar hij kon Oxford niet weer terug krijgen op het oude niveau. Een andere bekende trainer is Maurice Evans. Hij veroverde met Oxford de League Cup.
Na ruim twee jaar als voorzitter en met een bijna failliete club is Nick Merry opgestapt om plaats te maken voor Kelvin Thomas, die ook al een verleden had bij de club.
Tot bekende (oud-)voetballers van Oxford United behoort onder andere Dean Saunders, die later ook nog speelde voor Liverpool, Aston Villa en Galatasaray. Verder John Aldridge, die ook speelde voor Liverpool en later nog voor Real Sociedad uit Spanje. Aldridge heeft een clubrecord in handen, hij scoorde met in totaal 82 doelpunten de meeste league goals. Ook speelden David Connolly en Dean Whitehead voor Oxford.
In het seizoen 2015/16 dwong de club promotie af naar de League One door als tweede te eindigen in League Two, met 13 punten achterstand op kampioen Northampton Town. In het seizoen 2023/24 won Oxford in de finale van de play-offs van Bolton Wanderers, zodat de club promoveerde naar de Chamionship.

## Erelijst

### Southern Football League
- Premier division winnaars: 1952-53, 1960-61, 1961-62
- Runners up: 1953-54, 1959-60

### Southern League Cup
- Winnaars: 1952-53, 1953-54

### Football League Second Division
- Winnaars: 1984-85

### Football League Third Division
- Winnaars: 1967–68, 1983–84
- Runners up: 1995–96

### Football League Cup
- Winnaars: 1986

## Eindklasseringen vanaf 1947/48
- 1948 5e
Spartan League
- 1949 4e
Spartan League
- 1950 20e
Southern League Premier Division
- 1951 7e
Southern League Premier Division
- 1952 11e
Southern League Premier Division
- 1953 1e
Southern League Premier Division
- 1954 2e
Southern League Premier Division
- 1955 10e
Southern League Premier Division
- 1956 15e
Southern League Premier Division
- 1957 9e
Southern League Premier Division
- 1958 9e
Southern League Premier Division
- 1959 10e
Southern League Premier Division
- 1960 2e
Southern League Premier Division
- 1961 1e
Southern League Premier Division
- 1962 1e
Southern League Premier Division
- 1963 18e
Fourth Division
- 1964 18e
Fourth Division
- 1965 4e
Fourth Division
- 1966 14e
Third Division
- 1967 16e
Third Division
- 1968 1e
Third Division
- 1969 20e
Second Division
- 1970 15e
Second Division
- 1971 14e
Second Division
- 1972 15e
Second Division
- 1973 8e
Second Division
- 1974 18e
Second Division
- 1975 11e
Second Division
- 1976 20e
Second Division
- 1977 17e
Third Division
- 1978 18e
Third Division
- 1979 11e
Third Division
- 1980 17e
Third Division
- 1981 14e
Third Division
- 1982 5e
Third Division
- 1983 5e
Third Division
- 1984 1e
Third Division
- 1985 1e
Second Division
- 1986 18e
First Division
- 1987 18e
First Division
- 1988 21e
First Division
- 1989 17e
Second Division
- 1990 17e
Second Division
- 1991 10e
Second Division
- 1992 21e
Second Division
- 1993 14e
First Division
- 1994 23e
First Division
- 1995 7e
Second Division
- 1996 2e
Second Division
- 1997 17e
First Division
- 1998 12e
First Division
- 1999 23e
First Division
- 2000 20e
Second Division
- 2001 24e
Second Division
- 2002 21e
Third Division
- 2003 8e
Third Division
- 2004 9e
Third Division
- 2005 15e
League Two
- 2006 23e
League Two
- 2007 2e
Conference National
- 2008 9e
Conference Premier
- 2009 7e
Conference Premier
- 2010 3e
Conference Premier
- 2011 12e
League Two
- 2012 9e
League Two
- 2013 9e
League Two
- 2014 8e
League Two
- 2015 13e
League Two
- 2016 2e
League Two
- 2017 8e
League One
- 2018 16e
League One
- 2019 12e
League One
- 2020 4e
League One
- 2021 6e
League One
- 2022 8e
League One
- 2023 19e
League One
- 2024 5e
League One
- 2025 17e
Championship

- First Division
- Second Division
- Third Division
- Fourth Division
- Championship
- League One
- League Two
- National League
- Spartan League
- Southern League Premier Division

ⓘ In 1992 invoering van de Premier League en opheffing van de Fourth Division; in 2004 opheffing van de First, Second en Third Division.

## Bekende (oud-)spelers
- John Aldridge
- Djavan Anderson
- Ron Atkinson
- Mitchell Cole
- David Connolly
- Frank van Eijs
- Steve Foster
- Arjan van Heusden
- Dean Saunders
- Dwight Tiendalli
- Ian Walker
- Brian Wilsterman
- Yanic Wildschut
- Mark Wright